# Иорданско-ливанские отношения
Иорданско-ливанские отношения — двусторонние дипломатические отношения между Иорданией и Ливаном. 

## История
Ливан и Иордания географически расположены в регионе Леванта, у них очень тесные культурные и исторические связи. История этих стран тесно переплетается благодаря связям с христианской Библией и сильному религиозному разнообразию. В дальнейшем территория этих стран была оккупирована различными державами, от древней Персидской империи на востоке до Македонии и Римской империи, попадала под влияние Арабского халифата, принятие ислама и переход под власть Османской империи. В конце Первой мировой войны Ливан и Иордания попали под оккупацию Британской империи и Франции, но их культурные связи остались неизменными.
В XX веке установились современные связи между Иорданией и Ливаном, после распада европейских колониальных империй. На протяжении большей части времени отношения между этими странами очень хорошие. Однако, в 1970 году в этих странах начали происходить вооружённые стычки: в Аммане столкнулись силы Организации освобождения Палестины (ООП) и вооружённых сил Иордании, что вошло в историю как «Чёрный сентябрь». Иордания изгнала силы ООП в Ливан, что привело к началу гражданской войне в этой стране. Иордания, хотя и стала насторожённо относиться к нестабильной ситуации в Ливане, получила в свою экономику массовые инвестиции и перестала быть бедной страной, превратившись в одну из растущих стабильных экономик в Азии и на Ближнем Востоке. В 1990-х годах после окончания гражданской войны в Ливане обе страны  восстановили отношения.
В 2010 году премьер-министр Ливана Саад Харири посетил Иорданию, где провел переговоры с руководством этой страны. Ливан и Иордания разделяют общую озабоченность по поводу гражданской войны в Сирии, так как принимают на своей территории многих сирийских беженцев, а также совместно борются против ИГИЛ. С 2017 года высказываются опасения, что Иордания и Ливан могут столкнуться с экономическими и политическими потрясениями, что вызовет нестабильную политическую ситуацию в этих странах.

## Дипломатические представительства
- У Иордании есть посольство в Бейруте[9].
- Ливан имеет посольство в Аммане[10].